# Drumul european E87
Drumul european E87 face parte din rețeaua de drumuri europene. El este un drum nord-sud care începe în Odesa (Ucraina), trece prin România (Constanța) și Bulgaria (Varna și Burgas) și se termină în Antalya (Turcia). 

## Fotogalerie

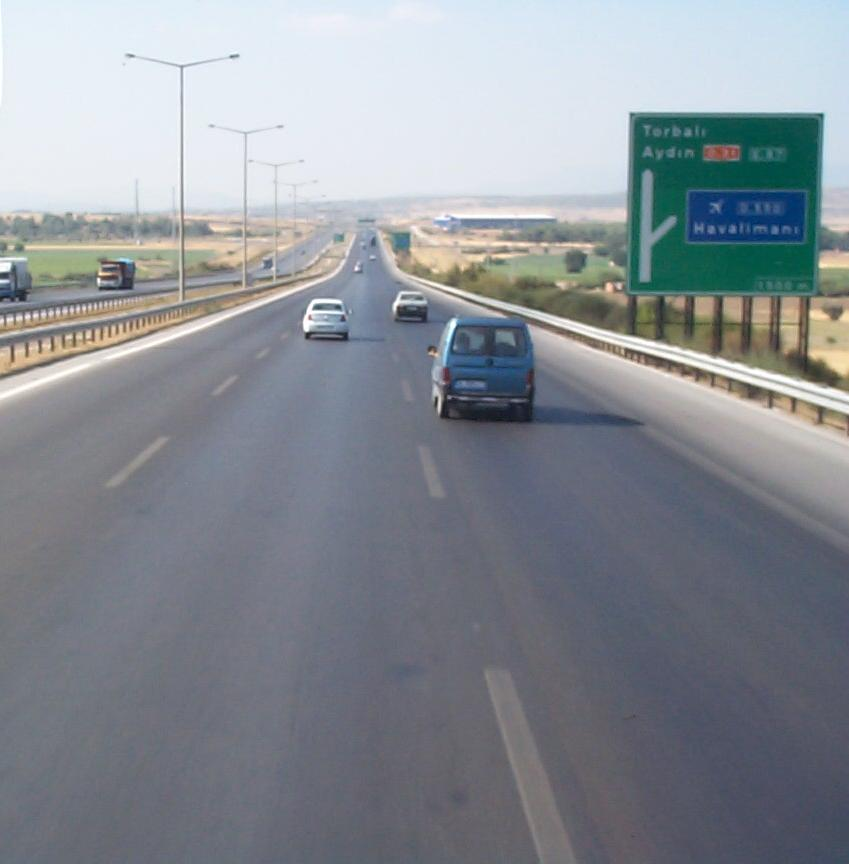
E87 în Turcia în apropiere de Izmir